# Henri Verjus

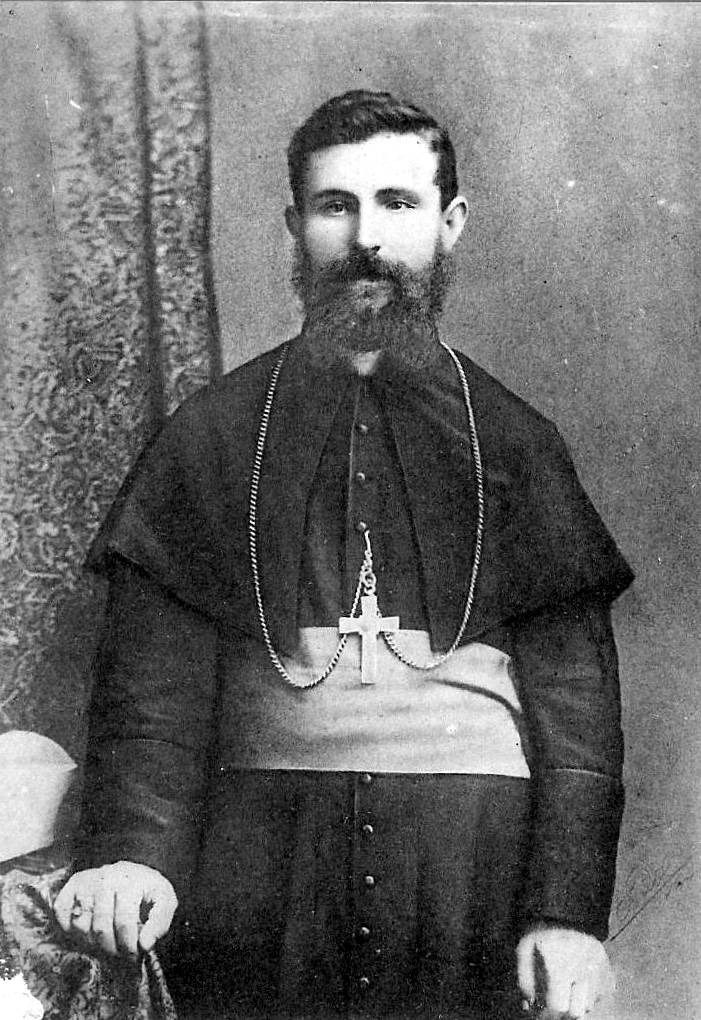
Stanislas Henri Verjus

Stanislas Henri Baptiste Verjus MSC (* 26. Mai 1860 in Oleggio, Provinz Novara, Königreich Sardinien; † 13. November 1892) war ein französischer Bischof, römisch-katholischer Ordensgeistlicher und Koadjutorvikar von Neuguinea.

## Leben
Als Sohn eines aus Savoyen stammenden Militärs und einer italienischen Mutter im Königreich Sardinien geboren, führte die Bindung Savoyens an Frankreich im Jahr 1861 zu einem Wechsel der Staatsangehörigkeit. Henri Verjus trat der Ordensgemeinschaft der Herz-Jesu-Missionare bei, wobei er den Ordensnamen Stanislas wählte, und empfing am 1. November 1883 das Sakrament der Priesterweihe.
Papst Leo XIII. ernannte ihn am 10. Mai 1889 zum Titularbischof von Limyra und zum ersten Apostolischen Vikar von Neubritannien. Der Apostolische Vikar von Neuguinea, Erzbischof Louis-André Navarre MSC, spendete ihm am 22. September desselben Jahres die Bischofsweihe. Schon drei Monate später, am 28. Dezember 1889, wurde er zum Koadjutor des Apostolischen Vikars von Neuguinea ernannt. Er starb im Alter von nur 32 Jahren.
Im für ihn eingeleiteten Seligsprechungsprozess erkannte ihm Papst Franziskus am 3. März 2016 den heroischen Tugendgrad zu.